# Blood Orange
Blood Orange estrenada en los Estados Unidos como Three Stops to Murder, es una película británica de cine policíaco de 1953 dirigida por Terence Fisher. La protagonizan Tom Conway y Mila Parély.

## Reparto
- Tom Conway como Tom Conway.
- Mila Parély como Helen Pascall.
- Naomi Chance como Gina.
- Eric Pohlmann como el señor Mercedes.
- Andrew Osborn como el capitán Colin Simpson.
- Richard Wattis como el detective inspector MacLeod.
- Margaret Halstan como Lady Marchant.
- Eileen Way como Madame Fernande.
- Michael Ripper como Eddie.
- Betty Cooper como Miss Betty.
- Thomas Heathcote como el detective Sergeant Jessup.
- Alan Rolfe como el inspector.
- Roger Delgado como Marlowe.
- Reed DeRoven como Heath.
- Delphi Lawrence como Chelsea.